# Milășel
Milășel – wieś w Rumunii, w okręgu Marusza, w gminie Crăiești. W 2011 roku liczyła 186 mieszkańców.